# Okręg wyborczy nr 26 do Sejmu Rzeczypospolitej Polskiej
Okręg wyborczy nr 26 do Sejmu Rzeczypospolitej Polskiej obejmuje obszar miast na prawach powiatu Gdyni i Słupska oraz powiatów bytowskiego, chojnickiego, człuchowskiego, kartuskiego, kościerskiego, lęborskiego, puckiego, słupskiego i wejherowskiego (województwo pomorskie). W obecnym kształcie został utworzony w 2001. Wybieranych jest w nim 14 posłów w systemie proporcjonalnym.
Siedzibą okręgowej komisji wyborczej jest Słupsk.

## Wyniki wyborów
| Podział 14 mandatów: SLD–UP: 6 Samoobrona: 1 PSL: 1 PO: 4 PiS: 1 LPR: 1 |

| Podział 14 mandatów: SLD: 2 Samoobrona: 1 PO: 6 PiS: 4 LPR: 1 |

| Podział 14 mandatów: LiD: 2 PO: 8 PiS: 4 |

| Podział 14 mandatów: SLD: 1 RP: 1 PO: 8 PiS: 4 |

| Podział 14 mandatów: NRP: 1 K’15: 1 PO: 6 PiS: 6 |

| Podział 14 mandatów: SLD: 2 KO: 5 PSL: 1 Konfederacja: 1 PiS: 5 |

| Podział 14 mandatów: NL: 1 KO: 6 TD: 2 Konfederacja: 1 PiS: 4 |

## Reprezentanci okręgu
| Sejm | Rok  | Poseł KW           | Poseł KW                                    | Poseł KW                  | Poseł KW                                              | Poseł KW      | Poseł KW                | Poseł KW                        | Poseł KW                         | Poseł KW       | Poseł KW                    | Poseł KW                                     | Poseł KW                      | Poseł KW      | Poseł KW                      | Poseł KW               | Poseł KW                                        | Poseł KW           | Poseł KW           | Poseł KW      | Poseł KW     | Poseł KW | Poseł KW                     | Poseł KW | Poseł KW     | Poseł KW | Poseł KW                      | Poseł KW | Poseł KW          |
| ---- | ---- | ------------------ | ------------------------------------------- | ------------------------- | ----------------------------------------------------- | ------------- | ----------------------- | ------------------------------- | -------------------------------- | -------------- | --------------------------- | -------------------------------------------- | ----------------------------- | ------------- | ----------------------------- | ---------------------- | ----------------------------------------------- | ------------------ | ------------------ | ------------- | ------------ | -------- | ---------------------------- | -------- | ------------ | -------- | ----------------------------- | -------- | ----------------- |
| IV   | 2001 |                    | D. Tusk PO                                  |                           | I. Jaruga-Nowacka SLD–UP (2001) SLD (2005) LiD (2007) |               | W. Szkop SLD–UP         |                                 | W. Walendziak PiS                |                | J. Sieńko SLD–UP            |                                              | J. Kowalik SLD–UP             |               | L. Zielonka Samoobrona        |                        | J. Senyszyn SLD–UP (2001) SLD (2005) LiD (2007) |                    | A. Różański SLD–UP |               | R. Strąk LPR |          | D. Arciszewska-Mielewczyk PO |          | J. Budnik PO |          | K. Plocke PO (2001) KO (2019) |          | S. Kalinowski PSL |
| IV   | 2004 | J. Szczypińska PiS | D. Tusk PO                                  |                           | I. Jaruga-Nowacka SLD–UP (2001) SLD (2005) LiD (2007) |               | W. Szkop SLD–UP         |                                 |                                  |                | J. Sieńko SLD–UP            |                                              | J. Kowalik SLD–UP             |               | L. Zielonka Samoobrona        |                        | J. Senyszyn SLD–UP (2001) SLD (2005) LiD (2007) |                    | A. Różański SLD–UP |               | R. Strąk LPR |          | D. Arciszewska-Mielewczyk PO |          | J. Budnik PO |          | K. Plocke PO (2001) KO (2019) |          | S. Kalinowski PSL |
| V    | 2005 | J. Szczypińska PiS | M. Biernacki PO (2005) PSL (2019) TD (2023) |                           | I. Jaruga-Nowacka SLD–UP (2001) SLD (2005) LiD (2007) | J. Sellin PiS |                         | T. Aziewicz PO (2005) KO (2019) |                                  | Z. Kozak PiS   | L. Woszczerowicz Samoobrona |                                              | R. Kaczyński PiS              | K. Kleina PO  |                               | S. Lamczyk PO          | J. Senyszyn SLD–UP (2001) SLD (2005) LiD (2007) |                    |                    |               | R. Strąk LPR |          |                              |          | J. Budnik PO |          | K. Plocke PO (2001) KO (2019) |          |                   |
| VI   | 2007 | J. Szczypińska PiS | M. Biernacki PO (2005) PSL (2019) TD (2023) |                           | I. Jaruga-Nowacka SLD–UP (2001) SLD (2005) LiD (2007) | J. Sellin PiS |                         | T. Aziewicz PO (2005) KO (2019) | Z. Konwiński PO (2007) KO (2019) | Z. Kozak PiS   |                             | P. Stanke PiS                                |                               | Z. Czucha PO  | W. Namyślak PO                | S. Lamczyk PO          | J. Senyszyn SLD–UP (2001) SLD (2005) LiD (2007) |                    |                    |               |              |          |                              |          | J. Budnik PO |          | K. Plocke PO (2001) KO (2019) |          |                   |
| VI   | 2009 | J. Szczypińska PiS | M. Biernacki PO (2005) PSL (2019) TD (2023) | W. Szkop LiD              | I. Jaruga-Nowacka SLD–UP (2001) SLD (2005) LiD (2007) | J. Sellin PiS |                         | T. Aziewicz PO (2005) KO (2019) | Z. Konwiński PO (2007) KO (2019) | Z. Kozak PiS   |                             | P. Stanke PiS                                |                               | Z. Czucha PO  | W. Namyślak PO                | S. Lamczyk PO          |                                                 |                    |                    |               |              |          |                              |          | J. Budnik PO |          | K. Plocke PO (2001) KO (2019) |          |                   |
| VI   | 2010 | J. Szczypińska PiS | M. Biernacki PO (2005) PSL (2019) TD (2023) | W. Szkop LiD              | J. Kowalik LiD                                        | J. Sellin PiS | K. Kłosin PO            | T. Aziewicz PO (2005) KO (2019) | Z. Konwiński PO (2007) KO (2019) | Z. Kozak PiS   | L. Redzimski PO             | P. Stanke PiS                                |                               |               |                               | S. Lamczyk PO          |                                                 |                    |                    |               |              |          |                              |          | J. Budnik PO |          | K. Plocke PO (2001) KO (2019) |          |                   |
| VII  | 2011 | J. Szczypińska PiS | M. Biernacki PO (2005) PSL (2019) TD (2023) |                           | L. Miller SLD                                         | J. Sellin PiS | K. Kłosin PO            | T. Aziewicz PO (2005) KO (2019) | Z. Konwiński PO (2007) KO (2019) | J. Śniadek PiS |                             | R. Biedroń RP                                | D. Arciszewska-Mielewczyk PiS | T. Hoppe PO   |                               | S. Lamczyk PO          |                                                 |                    |                    |               |              |          |                              |          | J. Budnik PO |          | K. Plocke PO (2001) KO (2019) |          |                   |
| VII  | 2014 | J. Szczypińska PiS | M. Biernacki PO (2005) PSL (2019) TD (2023) | J. Gromadzki RP           | L. Miller SLD                                         | J. Sellin PiS | K. Kłosin PO            | T. Aziewicz PO (2005) KO (2019) | Z. Konwiński PO (2007) KO (2019) | J. Śniadek PiS |                             |                                              | D. Arciszewska-Mielewczyk PiS | T. Hoppe PO   |                               | S. Lamczyk PO          |                                                 |                    |                    |               |              |          |                              |          | J. Budnik PO |          | K. Plocke PO (2001) KO (2019) |          |                   |
| VIII | 2015 | J. Szczypińska PiS | M. Biernacki PO (2005) PSL (2019) TD (2023) |                           | G. Furgo .N                                           | M. Horała PiS |                         | T. Aziewicz PO (2005) KO (2019) | Z. Konwiński PO (2007) KO (2019) | J. Śniadek PiS | M. Zwiercan K’15            | H. Krzywonos-Strycharska PO (2015) KO (2019) | D. Arciszewska-Mielewczyk PiS |               | J. Klawiter PiS               | S. Lamczyk PO          |                                                 | A. Mrówczyński PiS |                    |               |              |          |                              |          |              |          | K. Plocke PO (2001) KO (2019) |          |                   |
| VIII | 2018 | P. Müller PiS      | M. Biernacki PO (2005) PSL (2019) TD (2023) |                           | G. Furgo .N                                           | M. Horała PiS |                         | T. Aziewicz PO (2005) KO (2019) | Z. Konwiński PO (2007) KO (2019) | J. Śniadek PiS | M. Zwiercan K’15            | H. Krzywonos-Strycharska PO (2015) KO (2019) | D. Arciszewska-Mielewczyk PiS |               | J. Klawiter PiS               | S. Lamczyk PO          |                                                 | A. Mrówczyński PiS |                    |               |              |          |                              |          |              |          | K. Plocke PO (2001) KO (2019) |          |                   |
| IX   | 2019 | P. Müller PiS      | M. Biernacki PO (2005) PSL (2019) TD (2023) |                           |                                                       | M. Horała PiS | M. Rutka SLD            | T. Aziewicz PO (2005) KO (2019) | Z. Konwiński PO (2007) KO (2019) | J. Śniadek PiS |                             | H. Krzywonos-Strycharska PO (2015) KO (2019) |                               |               | J. Senyszyn SLD               | M. Sroka PiS           |                                                 | A. Mrówczyński PiS |                    | B. Nowacka KO |              |          | A. Dziambor Konfederacja     |          |              |          | K. Plocke PO (2001) KO (2019) |          |                   |
| X    | 2023 | P. Müller PiS      | M. Biernacki PO (2005) PSL (2019) TD (2023) |                           |                                                       | M. Horała PiS | A. Dziemianowicz-Bąk NL | R. Siemaszko KO                 | Z. Konwiński PO (2007) KO (2019) |                | S. Lamczyk KO               | H. Krzywonos-Strycharska PO (2015) KO (2019) |                               | W. Tomczak TD | D. Arciszewska-Mielewczyk PiS | S. Tyszka Konfederacja |                                                 | A. Mrówczyński PiS |                    | B. Nowacka KO |              |          |                              |          |              |          | K. Plocke PO (2001) KO (2019) |          |                   |
| X    | 2024 | M. Kowalski PiS    | M. Biernacki PO (2005) PSL (2019) TD (2023) | K. Szymański Konfederacja |                                                       | M. Horała PiS | A. Dziemianowicz-Bąk NL | R. Siemaszko KO                 | Z. Konwiński PO (2007) KO (2019) |                | S. Lamczyk KO               | H. Krzywonos-Strycharska PO (2015) KO (2019) |                               | W. Tomczak TD | D. Arciszewska-Mielewczyk PiS |                        |                                                 | A. Mrówczyński PiS |                    | B. Nowacka KO |              |          |                              |          |              |          | K. Plocke PO (2001) KO (2019) |          |                   |

### Wybory parlamentarne 2001
Na ogólną liczbę 850 459 uprawnionych do głosowania oddano 402 118 głosów, z czego 385 257 głosów ważnych.
| Komitet wyborczy                                      | Komitet wyborczy                              | Głosów  | %     | Mandaty | Wybrani posłowie                                                                                      |
| ----------------------------------------------------- | --------------------------------------------- | ------- | ----- | ------- | --- |
|                                                       | KKW Sojusz Lewicy Demokratycznej – Unia Pracy | 140 483 | 36,46 | 6       | Jacek Kowalik, Izabela Jaruga-Nowacka, Władysław Szkop, Jan Sieńko, Joanna Senyszyn, Andrzej Różański |
|                                                       | KWW Platforma Obywatelska                     | 96 009  | 24,92 | 4       | Donald Tusk, Dorota Arciszewska-Mielewczyk, Jerzy Budnik, Kazimierz Plocke                            |
|                                                       | Prawo i Sprawiedliwość                        | 35 833  | 9,30  | 1       | Wiesław Walendziak, Jolanta Szczypińska                                                               |
|                                                       | Samoobrona Rzeczpospolitej Polskiej           | 35 489  | 9,21  | 1       | Lech Zielonka                                                                                         |
|                                                       | Liga Polskich Rodzin                          | 30 314  | 7,87  | 1       | Robert Strąk                                                                                          |
|                                                       | Polskie Stronnictwo Ludowe                    | 19 117  | 4,96  | 1       | Stanisław Kalinowski                                                                                  |
|                                                       | KKW Akcja Wyborcza Solidarność Prawicy        | 16 435  | 4,27  | –       | |
|                                                       | Unia Wolności                                 | 10 354  | 2,69  | –       | |
|                                                       | Alternatywa Ruch Społeczny                    | 1223    | 0,32  | –       | |
| Frekwencja: 47,32% Źródło: Państwowa Komisja Wyborcza |                                               |         |       |         | |

Poniższa tabela przedstawia podział mandatów dla komitetów wyborczych na podstawie uzyskanych głosów, a następnie obliczonych ilorazów wyborczych na podstawie zmodyfikowanej metody Sainte-Laguë.
|        | KKW Sojusz Lewicy Demokratycznej – Unia Pracy | 140 483 | 100 345 | 46 828 | 28 097 | 20 069 | 15 609 | 12 771 | 10 806 | ... | 5203 | 6  | 5,51 |
|        | KWW Platforma Obywatelska                     | 96 009  | 68 578  | 32 003 | 19 202 | 13 716 | 10 668 | 8728   | 7385   | ... | 3556 | 4  | 3,76 |
|        | Prawo i Sprawiedliwość                        | 35 833  | 25 595  | 11 944 | 7167   | 5119   | 3981   | 3258   | 2756   | ... | 1327 | 1  | 1,40 |
|        | Samoobrona Rzeczpospolitej Polskiej           | 35 489  | 25 349  | 11 830 | 7098   | 5070   | 3943   | 3226   | 2730   | ... | 1314 | 1  | 1,39 |
|        | Liga Polskich Rodzin                          | 30 314  | 21 653  | 10 105 | 6063   | 4331   | 3368   | 2756   | 2332   | ... | 1123 | 1  | 1,19 |
|        | Polskie Stronnictwo Ludowe                    | 19 117  | 13 655  | 6372   | 3823   | 2731   | 2124   | 1738   | 1471   | ... | 708  | 1  | 0,75 |
| Ogółem | Ogółem                                        | 357 245 | —       | —      | —      | —      | —      | —      | —      | —   | —    | 14 | 14   |

### Wybory parlamentarne 2005
Na ogólną liczbę 891 822 uprawnionych do głosowania oddano 381 462 głosy, z czego 368 961 głosów ważnych. Frekwencja wyniosła 42,86%, najwyższą frekwencję zanotowano w Gdyni (51,14%), najniższą w powiecie słupskim (30,35%).
| Komitet wyborczy                                      | Komitet wyborczy                        | Głosów  | %     | Mandaty | Wybrani posłowie                                                                                       |
| ----------------------------------------------------- | --------------------------------------- | ------- | ----- | ------- | --- |
|                                                       | Platforma Obywatelska RP                | 120 766 | 32,73 | 6       | Marek Biernacki, Kazimierz Plocke, Tadeusz Aziewicz, Jerzy Budnik, Kazimierz Kleina, Stanisław Lamczyk |
|                                                       | Prawo i Sprawiedliwość                  | 98 994  | 26,83 | 4       | Jolanta Szczypińska, Jarosław Sellin, Zbigniew Kozak, Ryszard Kaczyński                                |
|                                                       | Sojusz Lewicy Demokratycznej            | 41 395  | 11,22 | 2       | Joanna Senyszyn, Izabela Jaruga-Nowacka                                                                |
|                                                       | Samoobrona Rzeczpospolitej Polskiej     | 34 645  | 9,39  | 1       | Lech Woszczerowicz                                                                                     |
|                                                       | Liga Polskich Rodzin                    | 28 175  | 7,64  | 1       | Robert Strąk                                                                                           |
|                                                       | Polskie Stronnictwo Ludowe              | 10 974  | 2,97  | –       | |
|                                                       | Socjaldemokracja Polska                 | 10 776  | 2,92  | –       | |
|                                                       | Partia Demokratyczna – demokraci.pl     | 6155    | 1,67  | –       | |
|                                                       | Platforma Janusza Korwin-Mikke          | 5629    | 1,53  | –       | |
|                                                       | Ruch Patriotyczny                       | 2793    | 0,76  | –       | |
|                                                       | Polska Partia Pracy                     | 2269    | 0,61  | –       | |
|                                                       | Centrum                                 | 1849    | 0,50  | –       | |
|                                                       | Dom Ojczysty                            | 1700    | 0,46  | –       | |
|                                                       | KWW – Ogólnopolska Koalicja Obywatelska | 1176    | 0,32  | –       | |
|                                                       | Polska Partia Narodowa                  | 1002    | 0,27  | –       | |
|                                                       | Narodowe Odrodzenie Polski              | 663     | 0,18  | –       | |
| Frekwencja: 42,86% Źródło: Państwowa Komisja Wyborcza |                                         |         |       |         | |

Poniższa tabela przedstawia podział mandatów dla komitetów wyborczych na podstawie uzyskanych głosów, a następnie obliczonych ilorazów wyborczych na podstawie metody D’Hondta.
| Podział mandatów dla komitetów wyborczych na podstawie metody D’Hondta | Podział mandatów dla komitetów wyborczych na podstawie metody D’Hondta | Podział mandatów dla komitetów wyborczych na podstawie metody D’Hondta | Podział mandatów dla komitetów wyborczych na podstawie metody D’Hondta | Podział mandatów dla komitetów wyborczych na podstawie metody D’Hondta | Podział mandatów dla komitetów wyborczych na podstawie metody D’Hondta | Podział mandatów dla komitetów wyborczych na podstawie metody D’Hondta | Podział mandatów dla komitetów wyborczych na podstawie metody D’Hondta | Podział mandatów dla komitetów wyborczych na podstawie metody D’Hondta | Podział mandatów dla komitetów wyborczych na podstawie metody D’Hondta | Podział mandatów dla komitetów wyborczych na podstawie metody D’Hondta | Podział mandatów dla komitetów wyborczych na podstawie metody D’Hondta | Podział mandatów dla komitetów wyborczych na podstawie metody D’Hondta | Podział mandatów dla komitetów wyborczych na podstawie metody D’Hondta |
| Komitet wyborczy                                                       | Komitet wyborczy                                                       | Liczba głosów                                                          | Iloraz wyborczy                                                        | Iloraz wyborczy                                                        | Iloraz wyborczy                                                        | Iloraz wyborczy                                                        | Iloraz wyborczy                                                        | Iloraz wyborczy                                                        | Iloraz wyborczy                                                        | Iloraz wyborczy                                                        | Iloraz wyborczy                                                        | Mandaty                                                                | TP                                                                     |
| Komitet wyborczy                                                       | Komitet wyborczy                                                       | Liczba głosów                                                          | /1                                                                     | /2                                                                     | /3                                                                     | /4                                                                     | /5                                                                     | /6                                                                     | /7                                                                     | ...                                                                    | /14                                                                    | Mandaty                                                                | TP                                                                     |
| ---------------------------------------------------------------------- | ---------------------------------------------------------------------- | ---------------------------------------------------------------------- | ---------------------------------------------------------------------- | ---------------------------------------------------------------------- | ---------------------------------------------------------------------- | ---------------------------------------------------------------------- | ---------------------------------------------------------------------- | ---------------------------------------------------------------------- | ---------------------------------------------------------------------- | ---------------------------------------------------------------------- | ---------------------------------------------------------------------- | ---------------------------------------------------------------------- | ---------------------------------------------------------------------- |
|                                                                        | Platforma Obywatelska RP                                               | 120 766                                                                | 120 766                                                                | 60 383                                                                 | 40 255                                                                 | 30 192                                                                 | 24 153                                                                 | 20 128                                                                 | 17 252                                                                 | ...                                                                    | 8626                                                                   | 6                                                                      | 5,05                                                                   |
|                                                                        | Prawo i Sprawiedliwość                                                 | 98 994                                                                 | 98 994                                                                 | 49 497                                                                 | 32 998                                                                 | 24 749                                                                 | 19 799                                                                 | 16 499                                                                 | 14 142                                                                 | ...                                                                    | 7071                                                                   | 4                                                                      | 4,14                                                                   |
|                                                                        | Sojusz Lewicy Demokratycznej                                           | 41 395                                                                 | 41 395                                                                 | 20 698                                                                 | 13 798                                                                 | 10 349                                                                 | 8279                                                                   | 6899                                                                   | 5914                                                                   | ...                                                                    | 2957                                                                   | 2                                                                      | 1,73                                                                   |
|                                                                        | Samoobrona Rzeczpospolitej Polskiej                                    | 34 645                                                                 | 34 645                                                                 | 17 323                                                                 | 11 548                                                                 | 8661                                                                   | 6929                                                                   | 5774                                                                   | 4949                                                                   | ...                                                                    | 2475                                                                   | 1                                                                      | 1,45                                                                   |
|                                                                        | Liga Polskich Rodzin                                                   | 28 175                                                                 | 28 175                                                                 | 14 088                                                                 | 9392                                                                   | 7044                                                                   | 5635                                                                   | 4696                                                                   | 4025                                                                   | ...                                                                    | 2013                                                                   | 1                                                                      | 1,18                                                                   |
|                                                                        | Polskie Stronnictwo Ludowe                                             | 10 974                                                                 | 10 974                                                                 | 5487                                                                   | 3658                                                                   | 2744                                                                   | 2195                                                                   | 1829                                                                   | 1568                                                                   | ...                                                                    | 784                                                                    | 0                                                                      | 0,46                                                                   |
| Ogółem                                                                 | Ogółem                                                                 | 334 949                                                                | —                                                                      | —                                                                      | —                                                                      | —                                                                      | —                                                                      | —                                                                      | —                                                                      | —                                                                      | —                                                                      | 14                                                                     | 14                                                                     |

### Wybory parlamentarne 2007
| Komitet wyborczy                                      | Komitet wyborczy                      | Głosów  | %     | Mandaty | Wybrani posłowie |
| ----------------------------------------------------- | ------------------------------------- | ------- | ----- | ------- | --- |
|                                                       | Platforma Obywatelska RP              | 257 010 | 51,03 | 8       | Marek Biernacki, Zbigniew Konwiński, Tadeusz Aziewicz, Kazimierz Plocke, Jerzy Budnik, Zdzisław Czucha, Stanisław Lamczyk, Witold Namyślak, Leszek Redzimski, Krystyna Kłosin |
|                                                       | Prawo i Sprawiedliwość                | 133 711 | 26,55 | 4       | Jolanta Szczypińska, Jarosław Sellin, Zbigniew Kozak, Piotr Stanke |
|                                                       | KKW Lewica i Demokraci SLD+SDPL+PD+UP | 62 694  | 12,45 | 2       | Joanna Senyszyn, Izabela Jaruga-Nowacka, Władysław Szkop, Jacek Kowalik |
|                                                       | Polskie Stronnictwo Ludowe            | 30 798  | 6,12  | –       | |
|                                                       | Liga Polskich Rodzin                  | 7840    | 1,56  | –       | |
|                                                       | Samoobrona Rzeczpospolitej Polskiej   | 6886    | 1,37  | –       | |
|                                                       | Polska Partia Pracy                   | 4697    | 0,93  | –       | |
| Frekwencja: 56,80% Źródło: Państwowa Komisja Wyborcza |                                       |         |       |         | |

Poniższa tabela przedstawia podział mandatów dla komitetów wyborczych na podstawie uzyskanych głosów, a następnie obliczonych ilorazów wyborczych na podstawie metody D’Hondta.
| Podział mandatów dla komitetów wyborczych na podstawie metody D’Hondta | Podział mandatów dla komitetów wyborczych na podstawie metody D’Hondta | Podział mandatów dla komitetów wyborczych na podstawie metody D’Hondta | Podział mandatów dla komitetów wyborczych na podstawie metody D’Hondta | Podział mandatów dla komitetów wyborczych na podstawie metody D’Hondta | Podział mandatów dla komitetów wyborczych na podstawie metody D’Hondta | Podział mandatów dla komitetów wyborczych na podstawie metody D’Hondta | Podział mandatów dla komitetów wyborczych na podstawie metody D’Hondta | Podział mandatów dla komitetów wyborczych na podstawie metody D’Hondta | Podział mandatów dla komitetów wyborczych na podstawie metody D’Hondta | Podział mandatów dla komitetów wyborczych na podstawie metody D’Hondta | Podział mandatów dla komitetów wyborczych na podstawie metody D’Hondta | Podział mandatów dla komitetów wyborczych na podstawie metody D’Hondta | Podział mandatów dla komitetów wyborczych na podstawie metody D’Hondta | Podział mandatów dla komitetów wyborczych na podstawie metody D’Hondta | Podział mandatów dla komitetów wyborczych na podstawie metody D’Hondta |
| Komitet wyborczy                                                       | Komitet wyborczy                                                       | Liczba głosów                                                          | Iloraz wyborczy                                                        | Iloraz wyborczy                                                        | Iloraz wyborczy                                                        | Iloraz wyborczy                                                        | Iloraz wyborczy                                                        | Iloraz wyborczy                                                        | Iloraz wyborczy                                                        | Iloraz wyborczy                                                        | Iloraz wyborczy                                                        | Iloraz wyborczy                                                        | Iloraz wyborczy                                                        | Mandaty                                                                | TP                                                                     |
| Komitet wyborczy                                                       | Komitet wyborczy                                                       | Liczba głosów                                                          | /1                                                                     | /2                                                                     | /3                                                                     | /4                                                                     | /5                                                                     | /6                                                                     | /7                                                                     | /8                                                                     | /9                                                                     | ...                                                                    | /14                                                                    | Mandaty                                                                | TP                                                                     |
| ---------------------------------------------------------------------- | ---------------------------------------------------------------------- | ---------------------------------------------------------------------- | ---------------------------------------------------------------------- | ---------------------------------------------------------------------- | ---------------------------------------------------------------------- | ---------------------------------------------------------------------- | ---------------------------------------------------------------------- | ---------------------------------------------------------------------- | ---------------------------------------------------------------------- | ---------------------------------------------------------------------- | ---------------------------------------------------------------------- | ---------------------------------------------------------------------- | ---------------------------------------------------------------------- | ---------------------------------------------------------------------- | ---------------------------------------------------------------------- |
|                                                                        | Platforma Obywatelska RP                                               | 257 010                                                                | 257 010                                                                | 128 505                                                                | 85 670                                                                 | 64 253                                                                 | 51 402                                                                 | 42 835                                                                 | 36 716                                                                 | 32 126                                                                 | 28 557                                                                 | ...                                                                    | 18 358                                                                 | 8                                                                      | 7,43                                                                   |
|                                                                        | Prawo i Sprawiedliwość                                                 | 133 711                                                                | 133 711                                                                | 66 856                                                                 | 44 570                                                                 | 33 428                                                                 | 26 742                                                                 | 22 285                                                                 | 19 102                                                                 | 16 714                                                                 | 14 857                                                                 | ...                                                                    | 9551                                                                   | 4                                                                      | 3,87                                                                   |
|                                                                        | KKW Lewica i Demokraci SLD+SDPL+PD+UP                                  | 62 694                                                                 | 62 694                                                                 | 31 347                                                                 | 20 898                                                                 | 15 674                                                                 | 12 539                                                                 | 10 449                                                                 | 8956                                                                   | 7837                                                                   | 6966                                                                   | ...                                                                    | 4478                                                                   | 2                                                                      | 1,81                                                                   |
|                                                                        | Polskie Stronnictwo Ludowe                                             | 30 798                                                                 | 30 798                                                                 | 15 399                                                                 | 10 266                                                                 | 7700                                                                   | 6160                                                                   | 5133                                                                   | 4400                                                                   | 3850                                                                   | 3422                                                                   | ...                                                                    | 2200                                                                   | 0                                                                      | 0,89                                                                   |
| Ogółem                                                                 | Ogółem                                                                 | 484 213                                                                | —                                                                      | —                                                                      | —                                                                      | —                                                                      | —                                                                      | —                                                                      | —                                                                      | —                                                                      | —                                                                      | —                                                                      | —                                                                      | 14                                                                     | 14                                                                     |

### Wybory parlamentarne 2011
| Komitet wyborczy                                      | Komitet wyborczy                  | Głosów  | %     | Mandaty | Wybrani posłowie |
| ----------------------------------------------------- | --------------------------------- | ------- | ----- | ------- | --- |
|                                                       | Platforma Obywatelska RP          | 220 245 | 48,53 | 8       | Marek Biernacki, Zbigniew Konwiński, Kazimierz Plocke, Krystyna Kłosin, Tadeusz Aziewicz, Stanisław Lamczyk, Jerzy Budnik, Teresa Hoppe |
|                                                       | Prawo i Sprawiedliwość            | 113 647 | 25,04 | 4       | Janusz Śniadek, Jolanta Szczypińska, Dorota Arciszewska-Mielewczyk, Jarosław Sellin                                                     |
|                                                       | Ruch Palikota                     | 43 264  | 9,53  | 1       | Robert Biedroń, Jarosław Gromadzki |
|                                                       | Sojusz Lewicy Demokratycznej      | 36 190  | 7,97  | 1       | Leszek Miller |
|                                                       | Polskie Stronnictwo Ludowe        | 25 485  | 5,62  | –       | |
|                                                       | Polska Jest Najważniejsza         | 12 423  | 2,74  | –       | |
|                                                       | Polska Partia Pracy – Sierpień 80 | 2574    | 0,57  | –       | |
| Frekwencja: 51,22% Źródło: Państwowa Komisja Wyborcza |                                   |         |       |         | |

Poniższa tabela przedstawia podział mandatów dla komitetów wyborczych na podstawie uzyskanych głosów, a następnie obliczonych ilorazów wyborczych na podstawie metody D’Hondta.
| Podział mandatów dla komitetów wyborczych na podstawie metody D’Hondta | Podział mandatów dla komitetów wyborczych na podstawie metody D’Hondta | Podział mandatów dla komitetów wyborczych na podstawie metody D’Hondta | Podział mandatów dla komitetów wyborczych na podstawie metody D’Hondta | Podział mandatów dla komitetów wyborczych na podstawie metody D’Hondta | Podział mandatów dla komitetów wyborczych na podstawie metody D’Hondta | Podział mandatów dla komitetów wyborczych na podstawie metody D’Hondta | Podział mandatów dla komitetów wyborczych na podstawie metody D’Hondta | Podział mandatów dla komitetów wyborczych na podstawie metody D’Hondta | Podział mandatów dla komitetów wyborczych na podstawie metody D’Hondta | Podział mandatów dla komitetów wyborczych na podstawie metody D’Hondta | Podział mandatów dla komitetów wyborczych na podstawie metody D’Hondta | Podział mandatów dla komitetów wyborczych na podstawie metody D’Hondta | Podział mandatów dla komitetów wyborczych na podstawie metody D’Hondta | Podział mandatów dla komitetów wyborczych na podstawie metody D’Hondta | Podział mandatów dla komitetów wyborczych na podstawie metody D’Hondta |
| Komitet wyborczy                                                       | Komitet wyborczy                                                       | Liczba głosów                                                          | Iloraz wyborczy                                                        | Iloraz wyborczy                                                        | Iloraz wyborczy                                                        | Iloraz wyborczy                                                        | Iloraz wyborczy                                                        | Iloraz wyborczy                                                        | Iloraz wyborczy                                                        | Iloraz wyborczy                                                        | Iloraz wyborczy                                                        | Iloraz wyborczy                                                        | Iloraz wyborczy                                                        | Mandaty                                                                | TP                                                                     |
| Komitet wyborczy                                                       | Komitet wyborczy                                                       | Liczba głosów                                                          | /1                                                                     | /2                                                                     | /3                                                                     | /4                                                                     | /5                                                                     | /6                                                                     | /7                                                                     | /8                                                                     | /9                                                                     | ...                                                                    | /14                                                                    | Mandaty                                                                | TP                                                                     |
| ---------------------------------------------------------------------- | ---------------------------------------------------------------------- | ---------------------------------------------------------------------- | ---------------------------------------------------------------------- | ---------------------------------------------------------------------- | ---------------------------------------------------------------------- | ---------------------------------------------------------------------- | ---------------------------------------------------------------------- | ---------------------------------------------------------------------- | ---------------------------------------------------------------------- | ---------------------------------------------------------------------- | ---------------------------------------------------------------------- | ---------------------------------------------------------------------- | ---------------------------------------------------------------------- | ---------------------------------------------------------------------- | ---------------------------------------------------------------------- |
|                                                                        | Platforma Obywatelska RP                                               | 220 245                                                                | 220 245                                                                | 110 123                                                                | 73 415                                                                 | 55 061                                                                 | 44 049                                                                 | 36 708                                                                 | 31 464                                                                 | 27 531                                                                 | 24 472                                                                 | ...                                                                    | 15 732                                                                 | 8                                                                      | 7,03                                                                   |
|                                                                        | Prawo i Sprawiedliwość                                                 | 113 647                                                                | 113 647                                                                | 56 824                                                                 | 37 882                                                                 | 28 412                                                                 | 22 729                                                                 | 18 941                                                                 | 16 235                                                                 | 14 206                                                                 | 12 627                                                                 | ...                                                                    | 8118                                                                   | 4                                                                      | 3,63                                                                   |
|                                                                        | Ruch Palikota                                                          | 43 264                                                                 | 43 264                                                                 | 21 632                                                                 | 14 421                                                                 | 10 816                                                                 | 8653                                                                   | 7211                                                                   | 6181                                                                   | 5408                                                                   | 4807                                                                   | ...                                                                    | 3090                                                                   | 1                                                                      | 1,38                                                                   |
|                                                                        | Sojusz Lewicy Demokratycznej                                           | 36 190                                                                 | 36 190                                                                 | 18 095                                                                 | 12 063                                                                 | 9048                                                                   | 7238                                                                   | 6032                                                                   | 5170                                                                   | 4524                                                                   | 4021                                                                   | ...                                                                    | 2585                                                                   | 1                                                                      | 1,15                                                                   |
|                                                                        | Polskie Stronnictwo Ludowe                                             | 25 485                                                                 | 25 485                                                                 | 12 743                                                                 | 8495                                                                   | 6371                                                                   | 5097                                                                   | 4248                                                                   | 3640                                                                   | 3186                                                                   | 2832                                                                   | ...                                                                    | 1820                                                                   | 0                                                                      | 0,81                                                                   |
| Ogółem                                                                 | Ogółem                                                                 | 438 831                                                                | —                                                                      | —                                                                      | —                                                                      | —                                                                      | —                                                                      | —                                                                      | —                                                                      | —                                                                      | —                                                                      | —                                                                      | —                                                                      | 14                                                                     | 14                                                                     |

### Wybory parlamentarne 2015
| Komitet wyborczy                                      | Komitet wyborczy                             | Głosów  | %     | Mandaty | Wybrani posłowie |
| ----------------------------------------------------- | -------------------------------------------- | ------- | ----- | ------- | --- |
|                                                       | Platforma Obywatelska RP                     | 156 147 | 33,46 | 6       | Marek Biernacki, Henryka Krzywonos-Strycharska, Kazimierz Plocke, Zbigniew Konwiński, Stanisław Lamczyk, Tadeusz Aziewicz             |
|                                                       | Prawo i Sprawiedliwość                       | 145 698 | 31,22 | 6       | Jolanta Szczypińska, Janusz Śniadek, Dorota Arciszewska-Mielewczyk, Marcin Horała, Jan Klawiter, Aleksander Mrówczyński, Piotr Müller |
|                                                       | Nowoczesna Ryszarda Petru                    | 38 344  | 8,22  | 1       | Grzegorz Furgo |
|                                                       | KWW Kukiz’15                                 | 37 410  | 8,02  | 1       | Małgorzata Zwiercan |
|                                                       | KKW Zjednoczona Lewica SLD+TR+PPS+UP+Zieloni | 30 973  | 6,64  | –       | |
|                                                       | KORWiN                                       | 20 677  | 4,43  | –       | |
|                                                       | Partia Razem                                 | 18 918  | 4,05  | –       | |
|                                                       | Polskie Stronnictwo Ludowe                   | 15 064  | 3,23  | –       | |
|                                                       | KWW Zbigniewa Stonogi                        | 3477    | 0,75  | –       | |
| Frekwencja: 51,28% Źródło: Państwowa Komisja Wyborcza |                                              |         |       |         | |

Poniższa tabela przedstawia podział mandatów dla komitetów wyborczych na podstawie uzyskanych głosów, a następnie obliczonych ilorazów wyborczych na podstawie metody D’Hondta.
| Podział mandatów dla komitetów wyborczych na podstawie metody D’Hondta | Podział mandatów dla komitetów wyborczych na podstawie metody D’Hondta | Podział mandatów dla komitetów wyborczych na podstawie metody D’Hondta | Podział mandatów dla komitetów wyborczych na podstawie metody D’Hondta | Podział mandatów dla komitetów wyborczych na podstawie metody D’Hondta | Podział mandatów dla komitetów wyborczych na podstawie metody D’Hondta | Podział mandatów dla komitetów wyborczych na podstawie metody D’Hondta | Podział mandatów dla komitetów wyborczych na podstawie metody D’Hondta | Podział mandatów dla komitetów wyborczych na podstawie metody D’Hondta | Podział mandatów dla komitetów wyborczych na podstawie metody D’Hondta | Podział mandatów dla komitetów wyborczych na podstawie metody D’Hondta | Podział mandatów dla komitetów wyborczych na podstawie metody D’Hondta | Podział mandatów dla komitetów wyborczych na podstawie metody D’Hondta | Podział mandatów dla komitetów wyborczych na podstawie metody D’Hondta |
| Komitet wyborczy                                                       | Komitet wyborczy                                                       | Liczba głosów                                                          | Iloraz wyborczy                                                        | Iloraz wyborczy                                                        | Iloraz wyborczy                                                        | Iloraz wyborczy                                                        | Iloraz wyborczy                                                        | Iloraz wyborczy                                                        | Iloraz wyborczy                                                        | Iloraz wyborczy                                                        | Iloraz wyborczy                                                        | Mandaty                                                                | TP                                                                     |
| Komitet wyborczy                                                       | Komitet wyborczy                                                       | Liczba głosów                                                          | /1                                                                     | /2                                                                     | /3                                                                     | /4                                                                     | /5                                                                     | /6                                                                     | /7                                                                     | ...                                                                    | /14                                                                    | Mandaty                                                                | TP                                                                     |
| ---------------------------------------------------------------------- | ---------------------------------------------------------------------- | ---------------------------------------------------------------------- | ---------------------------------------------------------------------- | ---------------------------------------------------------------------- | ---------------------------------------------------------------------- | ---------------------------------------------------------------------- | ---------------------------------------------------------------------- | ---------------------------------------------------------------------- | ---------------------------------------------------------------------- | ---------------------------------------------------------------------- | ---------------------------------------------------------------------- | ---------------------------------------------------------------------- | ---------------------------------------------------------------------- |
|                                                                        | Platforma Obywatelska RP                                               | 156 147                                                                | 156 147                                                                | 78 074                                                                 | 52 049                                                                 | 39 037                                                                 | 31 229                                                                 | 26 025                                                                 | 22 307                                                                 | ...                                                                    | 11 153                                                                 | 6                                                                      | 5,57                                                                   |
|                                                                        | Prawo i Sprawiedliwość                                                 | 145 698                                                                | 145 698                                                                | 72 849                                                                 | 48 566                                                                 | 36 425                                                                 | 29 140                                                                 | 24 283                                                                 | 20 814                                                                 | ...                                                                    | 10 407                                                                 | 6                                                                      | 5,19                                                                   |
|                                                                        | Nowoczesna Ryszarda Petru                                              | 38 344                                                                 | 38 344                                                                 | 19 172                                                                 | 12 781                                                                 | 9586                                                                   | 7669                                                                   | 6391                                                                   | 5478                                                                   | ...                                                                    | 2739                                                                   | 1                                                                      | 1,37                                                                   |
|                                                                        | KWW Kukiz’15                                                           | 37 410                                                                 | 37 410                                                                 | 18 705                                                                 | 12 470                                                                 | 9353                                                                   | 7482                                                                   | 6235                                                                   | 5344                                                                   | ...                                                                    | 2672                                                                   | 1                                                                      | 1,33                                                                   |
|                                                                        | Polskie Stronnictwo Ludowe                                             | 15 064                                                                 | 15 064                                                                 | 7532                                                                   | 5021                                                                   | 3766                                                                   | 3013                                                                   | 2511                                                                   | 2152                                                                   | ...                                                                    | 1076                                                                   | 0                                                                      | 0,54                                                                   |
| Ogółem                                                                 | Ogółem                                                                 | 392 663                                                                | —                                                                      | —                                                                      | —                                                                      | —                                                                      | —                                                                      | —                                                                      | —                                                                      | —                                                                      | —                                                                      | 14                                                                     | 14                                                                     |

### Wybory parlamentarne 2019
| Komitet wyborczy                                      | Komitet wyborczy                           | Głosów  | %     | Mandaty | Wybrani posłowie                                                                                       |
| ----------------------------------------------------- | ------------------------------------------ | ------- | ----- | ------- | --- |
|                                                       | Prawo i Sprawiedliwość                     | 211 582 | 36,43 | 5       | Marcin Horała, Piotr Müller, Aleksander Mrówczyński, Magdalena Sroka, Janusz Śniadek                   |
|                                                       | KKW Koalicja Obywatelska PO .N iPL Zieloni | 208 208 | 35,85 | 5       | Barbara Nowacka, Henryka Krzywonos-Strycharska, Zbigniew Konwiński, Kazimierz Plocke, Tadeusz Aziewicz |
|                                                       | Sojusz Lewicy Demokratycznej               | 72 436  | 12,47 | 2       | Joanna Senyszyn, Marek Rutka                                                                           |
|                                                       | Polskie Stronnictwo Ludowe                 | 46 132  | 7,94  | 1       | Marek Biernacki                                                                                        |
|                                                       | Konfederacja Wolność i Niepodległość       | 42 364  | 7,30  | 1       | Artur Dziambor                                                                                         |
| Frekwencja: 62,79% Źródło: Państwowa Komisja Wyborcza |                                            |         |       |         | |

Poniższa tabela przedstawia podział mandatów dla komitetów wyborczych na podstawie uzyskanych głosów, a następnie obliczonych ilorazów wyborczych na podstawie metody D’Hondta.
| Podział mandatów dla komitetów wyborczych na podstawie metody D’Hondta | Podział mandatów dla komitetów wyborczych na podstawie metody D’Hondta | Podział mandatów dla komitetów wyborczych na podstawie metody D’Hondta | Podział mandatów dla komitetów wyborczych na podstawie metody D’Hondta | Podział mandatów dla komitetów wyborczych na podstawie metody D’Hondta | Podział mandatów dla komitetów wyborczych na podstawie metody D’Hondta | Podział mandatów dla komitetów wyborczych na podstawie metody D’Hondta | Podział mandatów dla komitetów wyborczych na podstawie metody D’Hondta | Podział mandatów dla komitetów wyborczych na podstawie metody D’Hondta | Podział mandatów dla komitetów wyborczych na podstawie metody D’Hondta | Podział mandatów dla komitetów wyborczych na podstawie metody D’Hondta | Podział mandatów dla komitetów wyborczych na podstawie metody D’Hondta | Podział mandatów dla komitetów wyborczych na podstawie metody D’Hondta |
| Komitet wyborczy                                                       | Komitet wyborczy                                                       | Liczba głosów                                                          | Iloraz wyborczy                                                        | Iloraz wyborczy                                                        | Iloraz wyborczy                                                        | Iloraz wyborczy                                                        | Iloraz wyborczy                                                        | Iloraz wyborczy                                                        | Iloraz wyborczy                                                        | Iloraz wyborczy                                                        | Mandaty                                                                | TP                                                                     |
| Komitet wyborczy                                                       | Komitet wyborczy                                                       | Liczba głosów                                                          | /1                                                                     | /2                                                                     | /3                                                                     | /4                                                                     | /5                                                                     | /6                                                                     | ...                                                                    | /14                                                                    | Mandaty                                                                | TP                                                                     |
| ---------------------------------------------------------------------- | ---------------------------------------------------------------------- | ---------------------------------------------------------------------- | ---------------------------------------------------------------------- | ---------------------------------------------------------------------- | ---------------------------------------------------------------------- | ---------------------------------------------------------------------- | ---------------------------------------------------------------------- | ---------------------------------------------------------------------- | ---------------------------------------------------------------------- | ---------------------------------------------------------------------- | ---------------------------------------------------------------------- | ---------------------------------------------------------------------- |
|                                                                        | Prawo i Sprawiedliwość                                                 | 211 582                                                                | 211 582                                                                | 105 791                                                                | 70 527                                                                 | 52 896                                                                 | 42 316                                                                 | 35 263                                                                 | ...                                                                    | 15 113                                                                 | 5                                                                      | 5,10                                                                   |
|                                                                        | KKW Koalicja Obywatelska PO .N iPL Zieloni                             | 208 208                                                                | 208 208                                                                | 104 104                                                                | 69 403                                                                 | 52 052                                                                 | 41 642                                                                 | 34 701                                                                 | ...                                                                    | 14 872                                                                 | 5                                                                      | 5,02                                                                   |
|                                                                        | Sojusz Lewicy Demokratycznej                                           | 72 436                                                                 | 72 436                                                                 | 36 218                                                                 | 24 145                                                                 | 18 109                                                                 | 14 487                                                                 | 12 073                                                                 | ...                                                                    | 5174                                                                   | 2                                                                      | 1,75                                                                   |
|                                                                        | Polskie Stronnictwo Ludowe                                             | 46 132                                                                 | 46 132                                                                 | 23 066                                                                 | 15 377                                                                 | 11 533                                                                 | 9226                                                                   | 7689                                                                   | ...                                                                    | 3295                                                                   | 1                                                                      | 1,11                                                                   |
|                                                                        | Konfederacja Wolność i Niepodległość                                   | 42 364                                                                 | 42 364                                                                 | 21 182                                                                 | 14 121                                                                 | 10 591                                                                 | 8473                                                                   | 7060                                                                   | ...                                                                    | 3026                                                                   | 1                                                                      | 1,02                                                                   |
| Ogółem                                                                 | Ogółem                                                                 | 580 722                                                                | —                                                                      | —                                                                      | —                                                                      | —                                                                      | —                                                                      | —                                                                      | —                                                                      | —                                                                      | 14                                                                     | 14                                                                     |

### Wybory parlamentarne 2023
| Komitet wyborczy                                      | Komitet wyborczy                                                           | Głosów  | %     | Mandaty | Wybrani posłowie |
| ----------------------------------------------------- | -------------------------------------------------------------------------- | ------- | ----- | ------- | --- |
|                                                       | KKW Koalicja Obywatelska PO .N iPL Zieloni                                 | 258 909 | 37,91 | 6       | Barbara Nowacka, Zbigniew Konwiński, Rafał Siemaszko, Stanisław Lamczyk, Henryka Krzywonos-Strycharska, Kazimierz Plocke |
|                                                       | Prawo i Sprawiedliwość                                                     | 199 709 | 29,24 | 4       | Piotr Müller, Marcin Horała, Aleksander Mrówczyński, Dorota Arciszewska-Mielewczyk, Michał Kowalski                      |
|                                                       | KKW Trzecia Droga Polska 2050 Szymona Hołowni – Polskie Stronnictwo Ludowe | 92 793  | 13,59 | 2       | Marek Biernacki, Wioleta Tomczak                                                                                         |
|                                                       | Nowa Lewica                                                                | 56 887  | 8,33  | 1       | Agnieszka Dziemianowicz-Bąk                                                                                              |
|                                                       | Konfederacja Wolność i Niepodległość                                       | 49 203  | 7,21  | 1       | Stanisław Tyszka, Krzysztof Szymański                                                                                    |
|                                                       | Polska Jest Jedna                                                          | 14 314  | 2,10  | –       | |
|                                                       | KWW Koalicja Bezpartyjni i Samorządowcy                                    | 11 084  | 1,62  | –       | |
| Frekwencja: 74,86% Źródło: Państwowa Komisja Wyborcza |                                                                            |         |       |         | |

Poniższa tabela przedstawia podział mandatów dla komitetów wyborczych na podstawie uzyskanych głosów, a następnie obliczonych ilorazów wyborczych na podstawie metody D’Hondta.
| Podział mandatów dla komitetów wyborczych na podstawie metody D’Hondta | Podział mandatów dla komitetów wyborczych na podstawie metody D’Hondta     | Podział mandatów dla komitetów wyborczych na podstawie metody D’Hondta | Podział mandatów dla komitetów wyborczych na podstawie metody D’Hondta | Podział mandatów dla komitetów wyborczych na podstawie metody D’Hondta | Podział mandatów dla komitetów wyborczych na podstawie metody D’Hondta | Podział mandatów dla komitetów wyborczych na podstawie metody D’Hondta | Podział mandatów dla komitetów wyborczych na podstawie metody D’Hondta | Podział mandatów dla komitetów wyborczych na podstawie metody D’Hondta | Podział mandatów dla komitetów wyborczych na podstawie metody D’Hondta | Podział mandatów dla komitetów wyborczych na podstawie metody D’Hondta | Podział mandatów dla komitetów wyborczych na podstawie metody D’Hondta | Podział mandatów dla komitetów wyborczych na podstawie metody D’Hondta | Podział mandatów dla komitetów wyborczych na podstawie metody D’Hondta |
| Komitet wyborczy                                                       | Komitet wyborczy                                                           | Liczba głosów                                                          | Iloraz wyborczy                                                        | Iloraz wyborczy                                                        | Iloraz wyborczy                                                        | Iloraz wyborczy                                                        | Iloraz wyborczy                                                        | Iloraz wyborczy                                                        | Iloraz wyborczy                                                        | Iloraz wyborczy                                                        | Iloraz wyborczy                                                        | Mandaty                                                                | TP                                                                     |
| Komitet wyborczy                                                       | Komitet wyborczy                                                           | Liczba głosów                                                          | /1                                                                     | /2                                                                     | /3                                                                     | /4                                                                     | /5                                                                     | /6                                                                     | /7                                                                     | ...                                                                    | /14                                                                    | Mandaty                                                                | TP                                                                     |
| ---------------------------------------------------------------------- | -------------------------------------------------------------------------- | ---------------------------------------------------------------------- | ---------------------------------------------------------------------- | ---------------------------------------------------------------------- | ---------------------------------------------------------------------- | ---------------------------------------------------------------------- | ---------------------------------------------------------------------- | ---------------------------------------------------------------------- | ---------------------------------------------------------------------- | ---------------------------------------------------------------------- | ---------------------------------------------------------------------- | ---------------------------------------------------------------------- | ---------------------------------------------------------------------- |
|                                                                        | KKW Koalicja Obywatelska PO .N iPL Zieloni                                 | 258 909                                                                | 258 909                                                                | 129 455                                                                | 86 303                                                                 | 64 727                                                                 | 51 782                                                                 | 43 152                                                                 | 36 987                                                                 | ...                                                                    | 18 494                                                                 | 6                                                                      | 5,51                                                                   |
|                                                                        | Prawo i Sprawiedliwość                                                     | 199 709                                                                | 199 709                                                                | 99 855                                                                 | 66 570                                                                 | 49 927                                                                 | 39 942                                                                 | 33 285                                                                 | 28 530                                                                 | ...                                                                    | 14 265                                                                 | 4                                                                      | 4,25                                                                   |
|                                                                        | KKW Trzecia Droga Polska 2050 Szymona Hołowni – Polskie Stronnictwo Ludowe | 92 793                                                                 | 92 793                                                                 | 46 397                                                                 | 30 931                                                                 | 23 198                                                                 | 18 559                                                                 | 15 466                                                                 | 13 256                                                                 | ...                                                                    | 6628                                                                   | 2                                                                      | 1,98                                                                   |
|                                                                        | Nowa Lewica                                                                | 56 887                                                                 | 56 887                                                                 | 28 444                                                                 | 18 962                                                                 | 14 222                                                                 | 11 377                                                                 | 9481                                                                   | 8127                                                                   | ...                                                                    | 4063                                                                   | 1                                                                      | 1,21                                                                   |
|                                                                        | Konfederacja Wolność i Niepodległość                                       | 49 203                                                                 | 49 203                                                                 | 24 602                                                                 | 16 401                                                                 | 12 301                                                                 | 9841                                                                   | 8201                                                                   | 7029                                                                   | ...                                                                    | 3515                                                                   | 1                                                                      | 1,05                                                                   |
| Ogółem                                                                 | Ogółem                                                                     | 657 501                                                                | —                                                                      | —                                                                      | —                                                                      | —                                                                      | —                                                                      | —                                                                      | —                                                                      | —                                                                      | —                                                                      | 14                                                                     | 14                                                                     |